# Чигла
Чи́гла (устар. «Чиголка») — река в России, протекает по Воронежской области, левый приток Битюга.

## Этимология
Существует несколько мнений относительно этимологии названия реки.
Лингвист М. В. Фёдорова название реки возводит к венгерскому слову csiga — улитка в сочетании с lenn — внизу или lenni — находиться, иметься.
Эту версию оспаривает историк М. К. Юрасов, в связи с тем, что слово чигла встречается в венгерских средневековых хрониках, где означает место укреплённого военного центра, как правило, на границах владений венгров. Так в первой части средневекового венгерского исторического сочинения «Деяния гуннов» Шимона Кезаи (конец XIII века) упоминается campus Chigle — поле Чигле, которое автором связывалось с секеями — особой этнической группой венгров, селившейся преимущественно на границах венгерского королевства и занимающейся пограничной охраной. Как считает венгерский литературный историк Янош Хорват слово campus имело значение военный лагерь. В более поздних венгерских исторических сводах встречается в варианте campus Chiglamezei/Czyglamezew, который является комбинацией латинского (meze) и венгерского (campus) перевода слова поле. В конце XIX века венгерский лингвист Йожеф Тури установил, что средневековое венгерское слово chigla означало высокую изгородь, плетень, преграду, укрепление Исходя из этого М. К. Юрасов приходит к выводу, что на реке находилась одна из пограничных застав древних венгров или военный центр одного из венгерских племён, вероятнее всего являющийся западным рубежом со славянскими земледельцами. Так в 80 км к западу находится городище Титчиха, которое, по мнению А. Н. Москаленко, было построено для защиты от нападений венгров.
Третья версия историка В. П. Загоровского возводит название к тюркскому слову со значением влажная земля, сырое глинистое место.

## География
Река Чигла берёт начало в селе Козловка. Течёт в северном направлении. Устье реки находится у села Старая Чигла в 132 км по левому берегу реки Битюг. Длина реки составляет 75 км, площадь водосборного бассейна — 1340 км².
Притоки Чиглы:
- Сухая Чигла
- Озерки

## Данные водного реестра
По данным государственного водного реестра России относится к Донскому бассейновому округу, водохозяйственный участок реки — Битюг, речной подбассейн реки — бассейны притоков Дона до впадения Хопра. Речной бассейн реки — Дон (российская часть бассейна).